# Smittoidea acutodentata
Smittoidea acutodentata är en mossdjursart som först beskrevs av Harmer 1957.  Smittoidea acutodentata ingår i släktet Smittoidea och familjen Smittinidae. Inga underarter finns listade i Catalogue of Life.